# Þorleifs þáttr jarlaskálds
Þorleifs þáttr jarlaskálds es una historia corta islandesa (þáttr) que trata sobre Þorleifr Rauðfeldarson y su hermano Yngvildr. La historia está relacionada con la saga de Svarfdæla y es un relato tardío de finales del siglo XIII o principios del siglo XIV. La trama contiene muchos aspectos fantásticos, como el momento que el escaldo recita un poema denigrante al jarl Håkon Sigurdsson, tras lo cual acontecen terribles maravillas en el salón del jarl. 
Se conserva en el manuscrito Flateyjarbók.